# Aurelio Tello
Aurelio Efraín Tello Malpartida (Cerro de Pasco, Perú, 7 de octubre de 1951) es un compositor clásico, musicólogo y director coral peruano-mexicano.

## Primeros años
Estudió composición en el Conservatorio Nacional de Música de Perú con Enrique Iturriaga y Celso Garrido Lecca, además de educación musical, piano y dirección coral. Después trabajó y enseñó en dicho conservatorio. Desde 1973 dirigió varios coros y agrupaciones vocales en su país. 

## En México

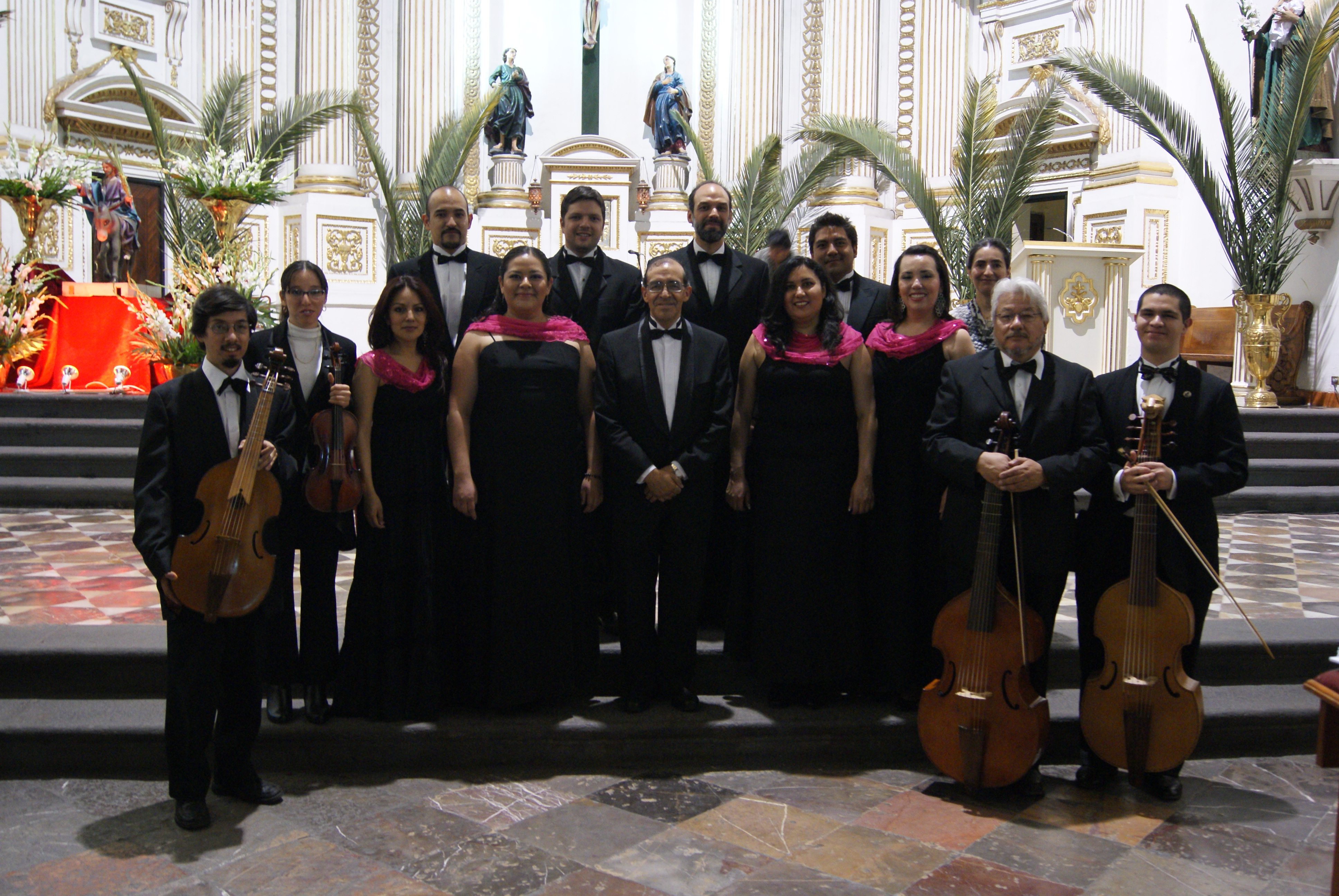
Capilla Virreinal de la Nueva España, dirigida por Aurelio Tello en el Templo de San Francisco, Puebla.

Viajó a México en 1982, donde trabajó primero como coordinador de investigaciones musicológicas del Centro Nacional de Investigación, Documentación e Información Musical "Carlos Chávez" (Cenidim) y llevó a cabo la transcripción del tomo III del Tesoro de la música polifónica de México.
Fue director huésped desde 1986 del Coro de Madrigalistas de Bellas Artes, y desde 1989, director de la Capilla Virreinal de la Nueva España. En el 2004, fue miembro del jurado del Premio Iberoamericano de la Música Tomás Luis de Victoria de la Sociedad General de Autores de España.
Se dedicó durante varios años a la enseñanza, la dirección y a la investigación musicológica en el Instituto Nacional de Bellas Artes (INBA), sobre todo de la música virreinal latinoamericana. Fue director del Coro Colmex de El Colegio de México, desde la creación de esa agrupación musical (durante los últimos meses del 2011, a iniciativa de Raúl Zambrano, guitarrista, y de dos miembros de la institución: María Eugenia Negrete Salas, exalumna e investigadora, y el entonces presidente, Javier Garciadiego Dantán); tomó la batuta en la primera presentación del coro, el 17 de mayo del 2012.

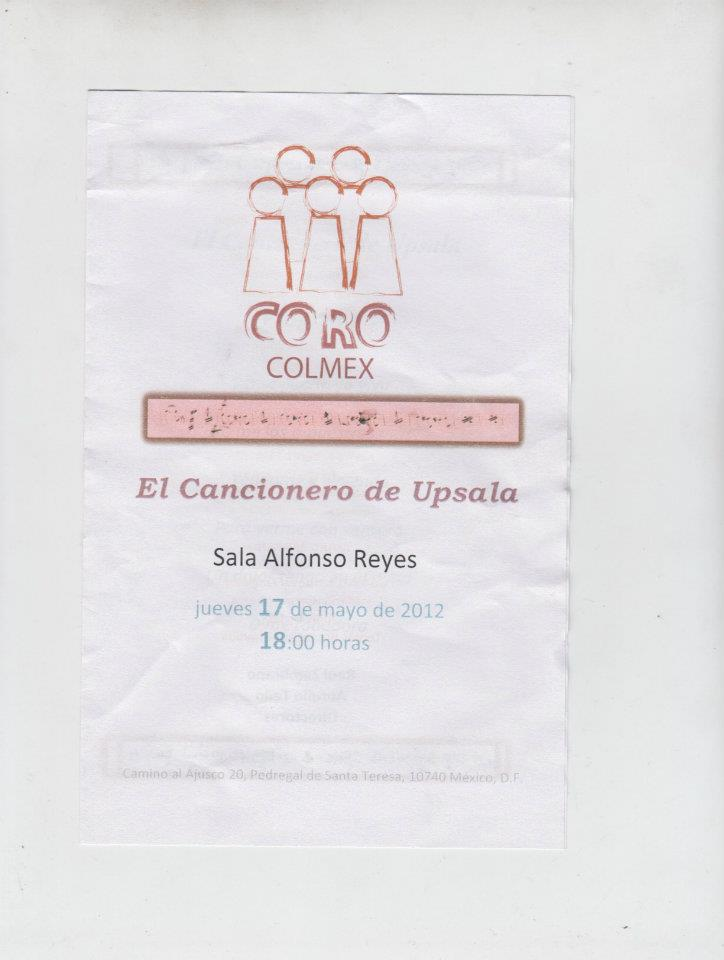
Programa presentado por el Coro Colmex (de El Colegio de México), en mayo del 2012.

## Premios
- Mención honorífica en el Concurso de Obras Polifónicas "Ciudad Ibagué", Colombia, 1983.
- Primer lugar en el concurso de obras corales del Banco Central de Reserva del Perú, 1987.
- Premio de Investigación del INBA, 1994.
- Premio de Musicología "Casa de las Américas", 1999.
- Premio al Desempeño Académico en Investigación del INBA, 1999.
- Primera mención honorífica en el Premio "Robert Stevenson" de Musicología, 2001.
- Premio de Excelencia Académica del INBA, 2001.

## Composiciones
- Toro torollay, variaciones para piano sobre un tema popular.
- Movimiento ingenuo en forma de sonata para clarinete y piano
- Meditaciones I para dos pianos
- Meditaciones II para cuarteto de cuerdas
- Tres piezas para cuarteto de cuerdas
- Poema y oración de amor, harawi para mezzosoprano y dos tinyas.
- Arreglos de música folclórica latinoamericana
- Epitafio para un guerrillero para coro hablado, bajo solista y 4 grupos de percusión (1974)
- Sicalipsis I y II para flauta sola (1975)
- Nekros para coro hablado (1976)
- Trifábula para coro (1983)
- Dansaq, música para violín (1984).

## Publicaciones
Ha publicado tres libros:
- Orquesta de Cámara de Bellas Artes - 50 años de un itinerario sonoro. México: Instituto Nacional de Bellas Artes, Consejo Nacional para la Cultura y las Artes. 15 de enero de 2009. 232 pp. ISBN 9708020559 ISBN 978-9708020558
- Archivo musical de la Catedral de Oaxaca - Catálogo (Serie Catálogos). México: Cenidim. 1990. 117 pp. ISBN 9682925517 ISBN 978-9682925511
- Salvador Contreras: Vida y obra - Colección de estudios musicológicos. México: Instituto Nacional de Bellas Artes, Centro Nacional de Investigación, Documentación e Información Musical Carlos Chávez. 1987. 271 pp ISBN 9682907180 ISBN 978-9682907180